# روبن وارد (مغنية)
روبن وارد (بالإنجليزية: Robin Ward)‏ هي مغنية أمريكية، ولدت في 1941 في هاواي في الولايات المتحدة.

## وصلات خارجية
- روبن وارد على موقع IMDb (الإنجليزية)
- روبن وارد على موقع ميوزك برينز (الإنجليزية)
- روبن وارد على موقع أول ميوزيك (الإنجليزية)
- روبن وارد على موقع ديسكوغز (الإنجليزية)